# Juhász Zsolt (kerékpárversenyző)
Juhász Zsolt (Kerepestarcsa, 1990. július 24. –) magyar kerékpárversenyző.

## Pályafutása
2007-ben, a hegyikerékpáros-világbajnokságon a junior korúak olimpiai cross futamán a 49. helyen zárt.
A felnőtt kategóriában 2009-ben debütált a Csömör KSK színeiben.
2015 májusában kettős győzelemmel zárta a törökországi válogatott olimpiai kvótafutó viadalt, miután a C2-es Salcano Bitlis MTB Cup olimpiai krossz futamot és az azt követő 3 napos S2-es olimpiai krossz futam összetettjét is magabiztos teljesítménnyel zárta.
Tagja a 2015-ös bakui Európa-játékokon szereplő magyar csapatnak. A játékok hegyikerékpáros-versenyén, a férfi mountainbike-osok mezőnyében a 17. helyen végzett.